# VLT (Rio de Janeiro)
A  Rio de Janeiro-i gyorsvillamos (portugál: VLT do Rio de Janeiro vagy VLT Carioca) a brazil Rio de Janeiro városának új villamoshálózata. A 2016-os olimpiai játékokra épített hálózat első vonala 2016 júniusában került átadásra.

## Fordítás
- Ez a szócikk részben vagy egészben  a   VLT (Rio de Janeiro) című angol Wikipédia-szócikk ezen változatának fordításán alapul.  Az eredeti cikk szerkesztőit annak laptörténete sorolja fel. Ez a jelzés csupán a megfogalmazás eredetét és a szerzői jogokat jelzi, nem szolgál a cikkben szereplő információk forrásmegjelöléseként.